# مرجل ومضي

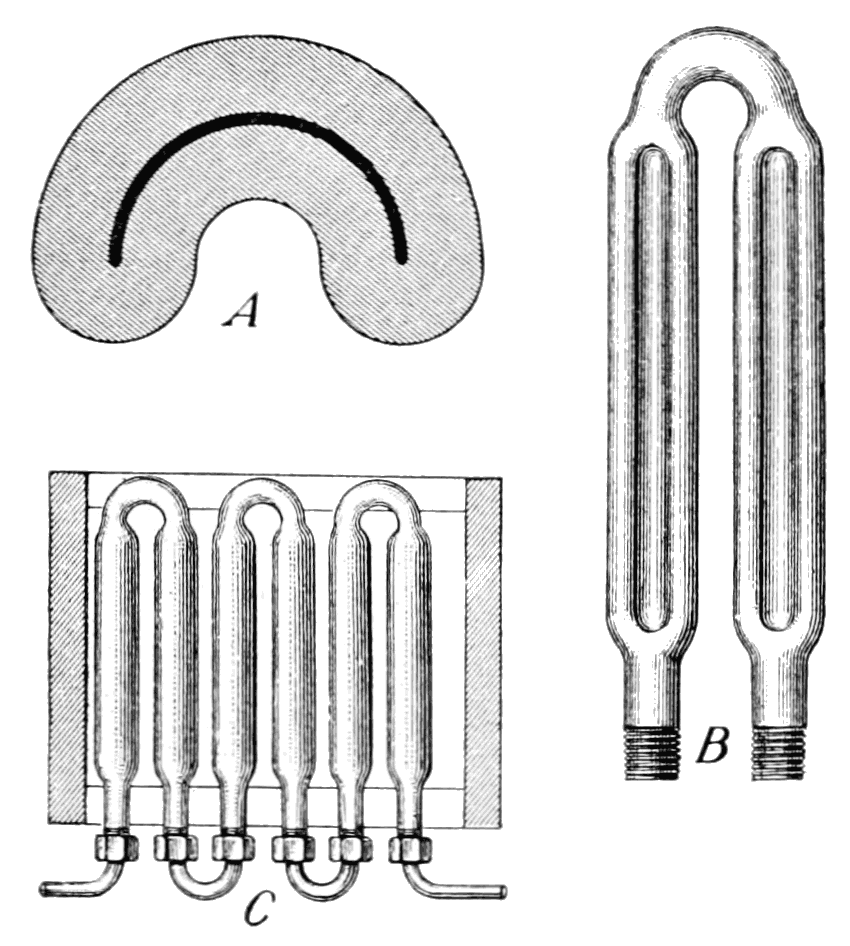
مرجل ومضى ذو سمك كبير للحفاظ على الحرارة.

المرجل الومضي (بالإنجليزية: Flash boiler)‏ هو نوع من مرجل أنبوب المياه (بالإنجليزية: Water-tube Boiler)‏. الأنابيب تكون قريبة من بعضها ويتم ضخ الماء خلالها. يختلف هذا المرجل عن المرجل أحادى الأنبوب والتي يمتلئ بها الماء دائمًا. في المرجل الومضى يكون الأنبوب دائمًا ساخنا ولذلك يتحول الماء إلى بخار محمص. المرجل الومضي له بعض الاستخدامات في السيارات في القرن 19 واستمر حتى أوائل القرن 20.

## التاريخ
هناك اختلاف في التعريف للمرجل الومضي. البعض يستخدم تعريف المرجل الومضي بالتبادل مع الغلاية أحادية الأنبوب وهناك أيضا استخدام لوصف غلاية شبه وميضة. لكن التعبير بالمرجل الومضي يرجع إلى (Léon Serpollet) والذي استخدما لسيارة يتم دفعها بالبخار عام 1896. هذه الغلاية كانت تحتوي على كميلة قليلة من الماء مع أنابيب ذات سُمْك كبير. 

## الخصائص
المرجل الومضي أخف أقل ضخامة من الأنواع الأخرى كما أنها تاخذ وقت قصير لإنتاج البخار. على الجانب الآخر في أكثر عرضة للتسخين الزائد عن الحد بسبب ان كمية الماء تكون قليلة أو متقطعة. 

## الوقود
المرجل الومضي يشتعل بالوقود الغازي أو السائل لأن هذا يسمح بالأستجابة السريعة لتغير الطلب في كمية البخار. ولكن هناك تجارب بالوقود الصلب أيضا قد تمت.

## الاستخدامات
تاريخيا تم استخدامها في بعض سيارات البخار. أثناء الحرب العالمية الثانية كان هناك استخدام لها في البحرية الملكية على قوارب البنادق البخارية.